# Canottaggio ai Giochi della XXXIII Olimpiade
Le gare di canottaggio dei Giochi della XXXIII Olimpiade si sono svolte allo stadio nautico di Vaires-sur-Marne tra il 27 luglio e il 3 agosto 2024. Si sono disputati 14 eventi, 7 maschili e 7 femminili.

## Calendario
| Canottaggio alla XXXIII Olimpiade | Canottaggio alla XXXIII Olimpiade | Canottaggio alla XXXIII Olimpiade | Canottaggio alla XXXIII Olimpiade | Canottaggio alla XXXIII Olimpiade | Canottaggio alla XXXIII Olimpiade | Canottaggio alla XXXIII Olimpiade | Canottaggio alla XXXIII Olimpiade | Canottaggio alla XXXIII Olimpiade | Canottaggio alla XXXIII Olimpiade |
| Lug./Ago.'24                      | 27                                | 28                                | 29                                | 30                                | 31                                | 1                                 | 2                                 | 3                                 | Totale                            |
| --------------------------------- | --------------------------------- | --------------------------------- | --------------------------------- | --------------------------------- | --------------------------------- | --------------------------------- | --------------------------------- | --------------------------------- | --------------------------------- |
| Uomini                            |                                   |                                   |                                   |                                   | 4 di coppia                       | 4 senza 2 di coppia               | 2 senza 2 di coppia p.l.          | Singolo Otto                      | 7                                 |
| Donne                             |                                   |                                   |                                   |                                   | 4 di coppia                       | 4 senza 2 di coppia               | 2 senza 2 di coppia p.l.          | Singolo Otto                      | 7                                 |
| Totale                            |                                   |                                   |                                   |                                   | 2                                 | 4                                 | 4                                 | 4                                 | 14                                |

|  | Qualificazioni |  | Finali |

## Podi

### Uomini
| Evento                                | Oro | Perform. | Argento | Perform. | Bronzo | Perform. |
| ------------------------------------- | --- | -------- | --- | -------- | --- | -------- |
| Singolo (dettagli)                    | Oliver Zeidler | 6:37.57  | Yauheni Zalaty | 6:42.96  | Simon van Dorp | 6:44.72  |
| Due di coppia (dettagli)              | Romania Andrei Cornea Marian Enache | 6:12.58  | Paesi Bassi Melvin Twellaar Stef Broenink | 6:13.92  | Irlanda Daire Lynch Philip Doyle | 6:15.17  |
| Due di coppia pesi leggeri (dettagli) | Irlanda Fintan McCarthy Paul O'Donovan | 6:10.99  | Italia Stefano Oppo Gabriel Soares | 6:13.33  | Grecia Petros Gkaidatzis Antonios Papakonstantinou                                                                                                   | 6:13.44  |
| Due senza (dettagli)                  | Croazia Martin Sinković Valent Sinković                                                                                                   | 6:23.66  | Gran Bretagna Oliver Wynne-Griffith Thomas George                                                                                                  | 6:24.11  | Svizzera Roman Röösli Andrin Gulich | 6:24.76  |
| Quattro di coppia (dettagli)          | Paesi Bassi Lennart van Lierop Finn Florijn Tone Wieten Koen Metsemakers                                                                  | 5:42.00  | Italia Luca Chiumento Luca Rambaldi Andrea Panizza Giacomo Gentili                                                                                 | 5:44.40  | Polonia Dominik Czaja Mateusz Biskup Mirosław Ziętarski Fabian Barański                                                                              | 5:44.59  |
| Quattro senza (dettagli)              | Stati Uniti Nick Mead Justin Best Michael Grady Liam Corrigan                                                                             | 5:49.03  | Nuova Zelanda Oliver Maclean Logan Ullrich Thomas Murray Matt Macdonald                                                                            | 5:49.88  | Gran Bretagna Oliver Wilkes David Ambler Matt Aldridge Freddie Davidson                                                                              | 5:52.42  |
| Otto (dettagli)                       | Gran Bretagna Morgan Bolding Sholto Carnegie Rory Gibbs Thomas Ford Jacob Dawson Charles Elwes Thomas Digby James Rudkin Harry Brightmore | 5:22.88  | Paesi Bassi Ralf Rienks Olav Molenaar Sander de Graaf Ruben Knab Gertjan van Doorn Jacob van de Kerkhof Jan van der Bij Mick Makker Dieuwke Fetter | 5:23.92  | Stati Uniti Henry Hollingsworth Nicholas Rusher Christian Tabash Clark Dean Christopher Carlson Peter Chatain Evan Olson Pieter Quinton Rielly Milne | 5:25.28  |

### Donne
| Evento                                | Oro | Perform. | Argento | Perform. | Bronzo | Perform. |
| ------------------------------------- | --- | -------- | --- | -------- | --- | -------- |
| Singolo (dettagli)                    | Karolien Florijn | 7:17.28  | Emma Twigg | 7:19.14  | Viktorija Senkute | 7:20.85  |
| Due di coppia (dettagli)              | Nuova Zelanda Brooke Francis Lucy Spoors | 6:50.45  | Romania Nicoleta-Ancuţa Bodnar Simona Radiș | 6:50.69  | Gran Bretagna Mathilda Hodgkins-Byrne Becky Wilde                                                                                           | 6:53.22  |
| Due di coppia pesi leggeri (dettagli) | Gran Bretagna Emily Craig Imogen Grant | 6:47.06  | Romania Gianina Beleagă Ionela Cozmiuc | 6:48.78  | Grecia Dimitra Kontou Zoi Fitsiou | 6:49.28  |
| Due senza (dettagli)                  | Paesi Bassi Ymkje Clevering Veronique Meester | 6:58.67  | Romania Ioana Vrînceanu Roxana Anghel | 7:02.97  | Australia Jessica Morrison Annabelle McIntyre                                                                                               | 7:03.54  |
| Quattro di coppia (dettagli)          | Gran Bretagna Lauren Henry Hannah Scott Lola Anderson Georgina Brayshaw                                                                                | 6:16.31  | Paesi Bassi Laila Youssifou Bente Paulis Roos de Jong Tessa Dullemans                                                                                   | 6:16.46  | Germania Maren Voelz Tabea Schendekehl Leonie Menzel Pia Greiten                                                                            | 6:19.70  |
| Quattro senza (dettagli)              | Paesi Bassi Marloes Oldenburg Hermijntje Drenth Tinka Offereins Benthe Boonstra                                                                        | 6:27.13  | Gran Bretagna Helen Glover Esme Booth Samantha Redgrave Rebecca Shorten                                                                                 | 6:27.31  | Nuova Zelanda Jackie Gowler Phoebe Spoors Davina Waddy Kerri Williams                                                                       | 6:29.08  |
| Otto (dettagli)                       | Romania Adriana Adam Roxana Anghel Amalia Bereș Mădălina Bereș Iuliana Buhuș Dumitrița Juncănariu Iuliana Popa Simona Radiș Victoria-Ștefania Petreanu | 5:54.39  | Canada Abigail Dent Caileigh Filmer Kasia Gruchalla-Wesierski Maya Meschkuleit Sydney Payne Jessica Sevick Kristina Walker Avalon Wasteneys Kristen Kit | 5:58.84  | Gran Bretagna Annie Campbell-Orde Holly Dunford Emily Ford Lauren Irwin Heidi Long Rowan McKellar Eve Stewart Harriet Taylor Henry Fieldman | 5:59.51  |

## Medagliere
| Pos.   | Paese                       | Oro | Argento | Bronzo | Totale |
| ------ | --------------------------- | --- | ------- | ------ | ------ |
| 1      | Paesi Bassi                 | 4   | 3       | 1      | 8      |
| 2      | Gran Bretagna               | 3   | 2       | 3      | 8      |
| 3      | Romania                     | 2   | 3       | 0      | 5      |
| 4      | Nuova Zelanda               | 1   | 2       | 1      | 4      |
| 5      | Irlanda                     | 1   | 0       | 1      | 2      |
| 5      | Stati Uniti                 | 1   | 0       | 1      | 2      |
| 5      | Germania                    | 1   | 0       | 1      | 2      |
| 8      | Croazia                     | 1   | 0       | 0      | 1      |
| 9      | Italia                      | 0   | 2       | 0      | 2      |
| 10     | Atleti Individuali Neutrali | 0   | 1       | 0      | 1      |
| 10     | Canada                      | 0   | 1       | 0      | 1      |
| 12     | Grecia                      | 0   | 0       | 2      | 2      |
| 13     | Svizzera                    | 0   | 0       | 1      | 1      |
| 13     | Polonia                     | 0   | 0       | 1      | 1      |
| 13     | Australia                   | 0   | 0       | 1      | 1      |
| 13     | Lituania                    | 0   | 0       | 1      | 1      |
| Totale | Totale                      | 14  | 14      | 14     | 42     |